# Еф-мол
Еф-мол је молска лествица, чија је тоника тон еф, а као предзнаке има четири снизилице. Еф мол има у презнаку четири снизилице: бе,ес,ас,дес.

## Варијанте лествице
На слици испод се дају видети редом, природна, хармонска и мелодијска еф-мол лествица:
У хармонском молу седми тон при повишењу прелази из ес у чисто е, а у мелодијском еф-молу шести тон бива повишен из дес у чисто де.

## Познатија класична дела у еф-молу
- Симфонија бр. 4, Чајковски
- Балада бр. 4, Шопен
- Фантазија у еф-молу, Шопен
- Концерт за клавир и оркестар бр. 2, Шопен
- Клавирски квартет, Брамс
- Клавирска соната „Appassionata“, Бетовен